# Divadlo na Vinohradech

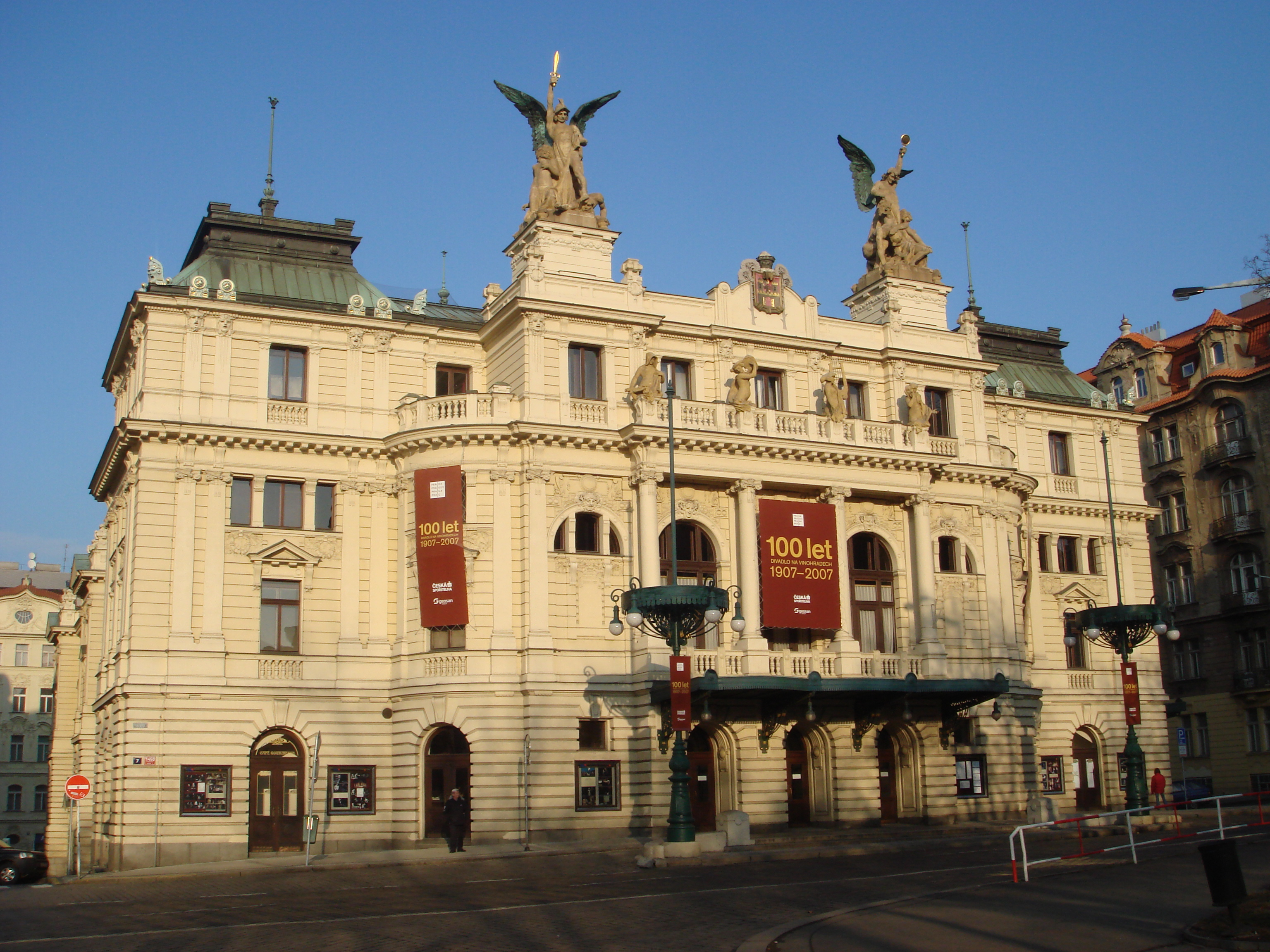
Het theater tijdens de viering van het 100-jarig bestaan in 2007.

Divadlo na Vinohradech (letterlijk: Theater in de Wijngaarden) is een theater in de Tsjechische hoofdstad Praag. Het theater, dat op 24 november 1907 werd geopend, is een van de grootste schouwburgen van de stad. Het theater is gelegen aan het náměstí Míru (Plein van de Vrede) in de wijk Vinohrady (Wijngaarden). Het gebouw is ontworpen door de architect Alois Čenský.